# Climatologia de chuvas de ciclones tropicais
Uma climatologia de chuvas de ciclones tropicais é desenvolvida para determinar as características de precipitação de ciclones tropicais passados. Uma climatologia de chuvas de ciclones tropicais pode ser usada para ajudar a prever os impactos atuais ou futuros de ciclones tropicais. O grau de impacto da chuva de um ciclone tropical depende da velocidade do movimento, do tamanho da tempestade e do grau de cisalhamento vertical do vento. Uma das ameaças mais significativas dos ciclones tropicais são as chuvas fortes. Os ciclones tropicais grandes, de movimento lento e sem cisalhamento produzem as chuvas mais intensas. A intensidade de um ciclone tropical parece ter pouca influência em seu potencial de chuva sobre a terra, mas as medições de satélite nos últimos anos mostram que os ciclones tropicais mais intensos produzem visivelmente mais chuvas sobre a água. As inundações causadas por ciclones tropicais continuam sendo uma causa significativa de fatalidades, principalmente em áreas baixas.

## Antecipação de uma inundação
Embora as inundações no interior do país sejam comuns aos ciclones tropicais, há fatores que levam ao excesso de chuva dos ciclones tropicais. O movimento lento, como foi visto durante o furacão Danny (1997) [en] e o furacão Wilma, pode levar a grandes quantidades de chuva. A presença de montanhas/colinas perto da costa, como em grande parte do México, Haiti, República Dominicana, América Central, Madagascar, Reunião, China e Japão, atua para ampliar o potencial de chuvas devido ao fluxo forçado para cima nas montanhas. O forte forçamento do nível superior de um cavado que se move através das correntes de oeste e sua frente fria associada, como foi o caso durante o furacão Floyd, pode levar a grandes quantidades mesmo de sistemas que se movem em um movimento médio para frente. Os ciclones tropicais maiores geram mais chuvas, pois precipitam em um único ponto por um período de tempo mais longo do que os ciclones tropicais médios ou pequenos. Uma combinação de dois desses fatores pode ser especialmente devastadora, como foi visto durante o furacão Mitch na América Central. Durante a temporada de 2005, as inundações relacionadas à ampla circulação do furacão Stan, de movimento lento, causaram de 1.662 a 2.000 mortes.

## Distribuição geral em um ciclone tropical
Isaac Cline [en] foi o primeiro a investigar a distribuição de chuvas em torno de ciclones tropicais no início dos anos 1900. Ele descobriu que uma proporção maior de precipitação cai antes do centro (ou olho) do que após a passagem do centro, com a maior porcentagem caindo no quadrante frontal direito. O padre Viñes, de Cuba, descobriu que alguns ciclones tropicais têm suas maiores taxas de precipitação no quadrante posterior, dentro de uma faixa de influxo de formação (não móvel). Normalmente, à medida que um ciclone tropical se intensifica, suas taxas de precipitação mais pesadas se tornam mais concentradas em torno de seu centro. As precipitações são mais intensas no núcleo interno do ciclone tropical, seja no olho ou no nublado denso central, dentro de um grau de latitude do centro, com quantidades menores mais distantes do centro. A maior parte das precipitações em ciclones tropicais está concentrada dentro de seu raio de ventos de força de vendaval (63 km/h). As precipitações são mais comuns perto do centro dos ciclones tropicais durante a noite. Em terra, as faixas externas são mais ativas durante o aquecimento do dia, o que pode restringir o fluxo de entrada no centro do ciclone. Estudos recentes mostraram que metade da precipitação dentro de um ciclone tropical é de natureza estratiforme. O gráfico à direita foi desenvolvido por Riehl em 1954 usando equações meteorológicas que pressupõem um raio de vendaval de cerca de 230 km, um ciclone bastante simétrico e não considera efeitos topográficos ou cisalhamento vertical do vento. As quantidades locais podem exceder esse gráfico em um fator de dois devido à topografia. O cisalhamento do vento tende a diminuir as quantidades abaixo do que é mostrado na tabela.

## Relação com o tamanho da tempestade

Os tamanhos relativos do tufão Tip, do ciclone Tracy e dos Estados Unidos.

Os ciclones tropicais maiores têm escudos de chuva maiores, o que pode levar a maiores quantidades de chuva longe do centro do ciclone. Isso geralmente se deve ao período de tempo mais longo em que a chuva cai em um ponto em um sistema maior, quando comparado a um sistema menor. Parte da diferença observada em relação à precipitação entre tempestades maiores e pequenas pode ser a maior amostragem de precipitação em um ciclone tropical maior em comparação com a de um ciclone compacto; em outras palavras, a diferença pode ser o resultado de um problema estatístico.

## Movimento lento ou emloopna magnitude da chuva
As tempestades que se movem lentamente, ou em loop, durante uma sucessão de dias levam às maiores quantidades de chuva em vários países. Riehl calculou que 863 mm de precipitação por dia podem ser esperadas dentro de meio grau, ou 56 km, do centro de um ciclone tropical maduro. Muitos ciclones tropicais avançam em um movimento de 10 nós, o que limitaria a duração dessa chuva excessiva a cerca de um quarto de dia, o que resultaria em cerca de 216 mm de chuva. Isso seria verdadeiro sobre a água, dentro de 160 km do litoral, e fora das características topográficas. À medida que um ciclone se desloca mais para o interior e é cortado de seu suprimento de calor e umidade (o oceano), as quantidades de chuva dos ciclones tropicais e seus remanescentes diminuem rapidamente.

## Impacto do cisalhamento vertical do vento no escudo de chuva
O cisalhamento vertical do vento força o padrão de precipitação ao redor de um ciclone tropical a se tornar altamente assimétrico, com a maior parte da precipitação caindo à esquerda e a favor do vento do vetor de cisalhamento, ou à esquerda do cisalhamento descendente. Em outras palavras, o cisalhamento de sudoeste força a maior parte da precipitação a norte-nordeste do centro. Se o cisalhamento do vento for forte o suficiente, a maior parte da precipitação se afastará do centro, levando ao que é conhecido como centro de circulação exposto. Quando isso ocorre, a magnitude potencial da precipitação com o ciclone tropical será significativamente reduzida.

### Efeito da interação com os limites frontais/cavado de nível superior
À medida que um ciclone tropical interage com um cavado de nível superior e com a frente de superfície relacionada, uma área distinta de precipitação ao norte é vista ao longo da frente, à frente do eixo do cavado de nível superior. Esse tipo de interação pode levar ao aparecimento das chuvas mais intensas caindo ao longo e à esquerda da trilha do ciclone tropical, com a precipitação se espalhando por centenas de quilômetros a favor do vento do ciclone tropical. Quanto mais forte for o cavado de nível superior que estiver capturando o ciclone tropical, mais significativa tende a ser a mudança à esquerda da trilha na distribuição de chuvas.

## Montanhas
O ar úmido forçado a subir as encostas das colinas costeiras e cadeias de montanhas pode levar a chuvas muito mais intensas do que na planície costeira. Essas chuvas fortes podem provocar deslizamentos de terra, que ainda causam perdas significativas de vidas humanas, como as observadas durante o furacão Mitch na América Central.

## Distribuição global
Globalmente, as chuvas causadas por ciclones tropicais são mais comuns no hemisfério norte do que no hemisfério sul. Isso se deve principalmente à distribuição anual normal de ciclones tropicais, já que entre metade e dois terços de todos os ciclones tropicais se formam ao norte do equador. A precipitação está concentrada perto do paralelo 15 em ambos os hemisférios, com uma queda menos acentuada observada com a latitude no hemisfério norte, devido às correntes de água quente mais fortes observadas nesse hemisfério, que permitem que os ciclones tropicais permaneçam tropicais por natureza em latitudes mais altas do que ao sul do equador. No hemisfério sul, os impactos pluviométricos serão mais comuns entre janeiro e março, enquanto ao norte do equador, os impactos pluviométricos de ciclones tropicais são mais comuns entre junho e novembro. O Japão recebe mais da metade de suas chuvas de tufões.

## Estatísticas de chuvas de ciclones tropicais nos Estados Unidos

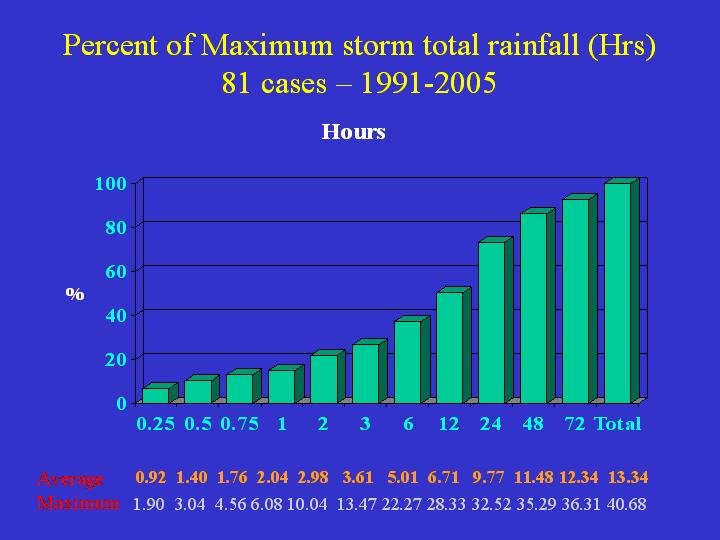
Acumulações de chuva de ciclones tropicais nos EUA por período de tempo.

Entre 1970 e 2004, as inundações causaram a maioria das fatalidades relacionadas a ciclones tropicais nos Estados Unidos. Essa estatística mudou em 2005, quando o impacto do furacão Katrina, por si só, mudou o aspecto mais mortal dos ciclones tropicais para a maré de tempestade, que historicamente tem sido o aspecto mais mortal dos ciclones tropicais fortes. Em média, cinco ciclones tropicais com pelo menos a força de uma depressão tropical causam chuvas anualmente nos Estados Unidos, contribuindo com cerca de um quarto das chuvas anuais no sudeste dos Estados Unidos. Embora muitas dessas tempestades se formem na bacia do Atlântico, alguns sistemas ou seus remanescentes passam pelo México vindos da bacia do Pacífico Oriental. O total médio de chuva de um ciclone tropical que atinge as 48 regiões inferiores a partir da bacia do Atlântico é de cerca de 410 mm, com 70 a 75% do total da tempestade caindo em um período de 24 horas. O total pontual mais alto foi registrado durante o furacão Harvey em 2017, quando 1.539 mm caíram no sudeste do Texas.

## Mídia impressa
- Ivan Ray Tannehill.  Hurricanes.  Princeton University Press: Princeton, 1942.

- Herbert Riehl.  Tropical Meteorology. McGraw-Hill Book Company, Inc.: New York, 1954.

- Terry Tucker.  Beware the Hurricane!  Hamilton Press: Bermuda, 1966.